# Elisabeth Zernike
Elisabeth Zernike (* 8. Juli 1891 in Amsterdam, Niederlande; † 12. März 1982 in Laren, Noord-Holland, Niederlande) war eine niederländische Schriftstellerin.

## Leben und Wirken
Elisabeth Zernike wurde als viertes Kind in einen bürgerlichen Haushalt hineingeboren. Ihre Eltern waren Lehrer, ihre Schwester Anne Zernike wurde die erste Predigerin der Niederlande, ihr Bruder Frits Zernike wurde später Nobelpreisträger für Physik.
Sie begann zunächst ein Gesangsstudium, das sie aber abbrach. Daraufhin studierte sie Sprachpädagogik und schloss als diplomierte Logopädin ab. Den Beruf übte sie allerdings nie aus.
Zeitlebens lebte sie zurückgezogen und war als Haushälterin ihrer Schwester Anne und später ihres Bruders Frits tätig. Sie lebte in verschiedenen Städten und Gemeinden der Niederlande, so in Doorn, Maarn, Leusden, Wageningen, Groningen, Amsterdam und Laren.
Ihr Debüt als Schriftstellerin hatte sie 1919; sie war als Prosaautorin von Romanen, Essayistin, Lyrikerin und Übersetzerin tätig. Eine Freundschaft verband sie mit dem Schriftsteller Hans Keuls. Sie war Atheistin. 1941 erschien von ihr im Tiefland-Verlag auf Deutsch der Roman Brautleute, übersetzt aus dem Niederländischen.
Themen ihrer Literatur waren vor allem Frauen in der Alltagswelt. Auch der Pazifismus und Antikriegsideen waren in ihrem Werk vorhanden. Liebe und Einsamkeit waren ebenfalls wichtige Themen.
Elisabeth Zernike starb am 12. März 1982 im Alter von 90 Jahren in einem Altersheim in Laren. Sie wurde auf dem Zorgvlied-Friedhof in Amsterdam beigesetzt, im Grab ihres Bruders Frits, aber ohne dass ihr Name auf dem Grabstein erscheint.

## Werk (Auswahl)
- Het schamele deel, 1919
- Kinderspel, 1921
- Het eerste licht, 1928
- David Drenth, 1931
- De gast, 1946
- Het uur der stilte, 1953, Lyrik.
- Kleine drieklank, 1956, Lyrik.

## Ehrungen
- C.W. van der Hoogt-Preis, 1921
- Haagsche Post Preis, 1921
- Poesiepreis der Stadt Amsterdam, 1949
- Jacobson-Preis, 1965